# 望月JET
望月JET（もちづき ジェット）は、日本のゲームシナリオライター、小説家。

## ゲームシナリオ

### PCゲーム
- SNOW（スタジオメビウス）
- エンジェルメイド（Carriere）
- めびにゃ!（スタジオメビウス）
- ミセス・ジャンキー（ブルゲ ON DEMAND）
- D.C.II 〜ダ・カーポII〜（CIRCUS NORTHERN）
- ツグナヒ2〜もうひとりの奈々〜（ブルーゲイル）
- 舞-HiME 運命の系統樹 修羅（CIRCUS METAL）
- SNOW Plus Edition（スタジオメビウス）
- D.C.II Spring Celebration 〜ダ・カーポII〜 スプリング セレブレイション（CIRCUS NORTHERN）
- D.C.II P.C. 〜ダ・カーポII〜 プラスコミュニケーション（CIRCUS NORTHERN）
- Canvas3〜白銀のポートレート〜（F&C FC01）
- D.C.II To You 〜ダ・カーポII〜 トゥーユー（CIRCUS NORTHERN）
- D.C.II Fall in Love 〜ダ・カーポII〜 フォーリンラブ（CIRCUS NORTHERN）
- VALENTINE PINK（F&C FC01）
- Elle:PrieR 〜しあわせの欠片をさがして〜（Etoiles）
- D.C.III 〜ダ・カーポIII〜（CIRCUS）
- 執事が姫を選ぶとき（PeasSoft）
- D.C.III P.P. 〜ダ・カーポIII プラチナパートナー〜（CIRCUS）
- D.C.II Dearest Marriage 〜ダ・カーポII〜 ディアレストマリッジ（CIRCUS）
- D.C.III With You 〜ダ・カーポIII〜 ウィズユー（CIRCUS）
- セルフレ -セルフフレンド-（HexenHaus）
- D.C.III DreamDays 〜ダ・カーポIII〜 ドリームデイズ（CIRCUS）
- 今夜だけでも泊めて下さい（HexenHaus）
- キャッチアップラブ（HexenHaus）
- はじカノ ～君がいる部屋～（キャラメルBOX いちご味）

### コンシューマゲーム

#### ドリームキャスト
- SNOW（NECインターチャネル）

#### PlayStation 2
- SNOW（NECインターチャネル）
- 舞-HiME 運命の系統樹（マーベラスインタラクティブ）
- D.C.II P.S. 〜ダ・カーポII〜 プラスシチュエーション（角川書店）
- Canvas3〜淡色のパステル〜（GN Software）

#### PSP
- SNOW Portable（PROTOTYPE）
- Canvas3〜七色の奇跡〜（GN Software）
- D.C.I&II P.S.P. 〜ダ・カーポI&II〜プラスシチュエーションポータブル（角川書店）
- D.C.III+ 〜ダ・カーポIII〜プラス（角川ゲームス）

## 小説

### ノベライズ

#### パラダイム
- 友達以上恋人未満（原作：スタジオメビウス／原画：平木直利）
- ミセス・ジャンキー（原作：ブルゲ ON DEMAND／原画：辰波要徳）
- すぱっちゅ!（原作：スタジオリング／原画：瑞井鹿央）
- ツグナヒ2 もうひとりの奈々（原作：ブルーゲイル／原画：さえき北都）
- えろすまっしゅ!（原作：ブルーゲイル／原画：さえき北都）
- どっぷり中出し学園戦争（原作：SQUEEZ／原画：ミヤスリサ）
- 孕ませ王（原作：Frill／原画：相川亜利砂）
- 満淫電車2（原作：BISHOP／原画：金目鯛ぴんく）

#### エンターブレイン
- メルクリア 〜水の都に恋の花束を〜◆水色の夢（原案：神野マサキ／原画：蜜桃まむ）

## 作詞
- 中山マミ「友達以上恋人未満」（作曲：Famishin、編曲：Angel Note）